# Next Time

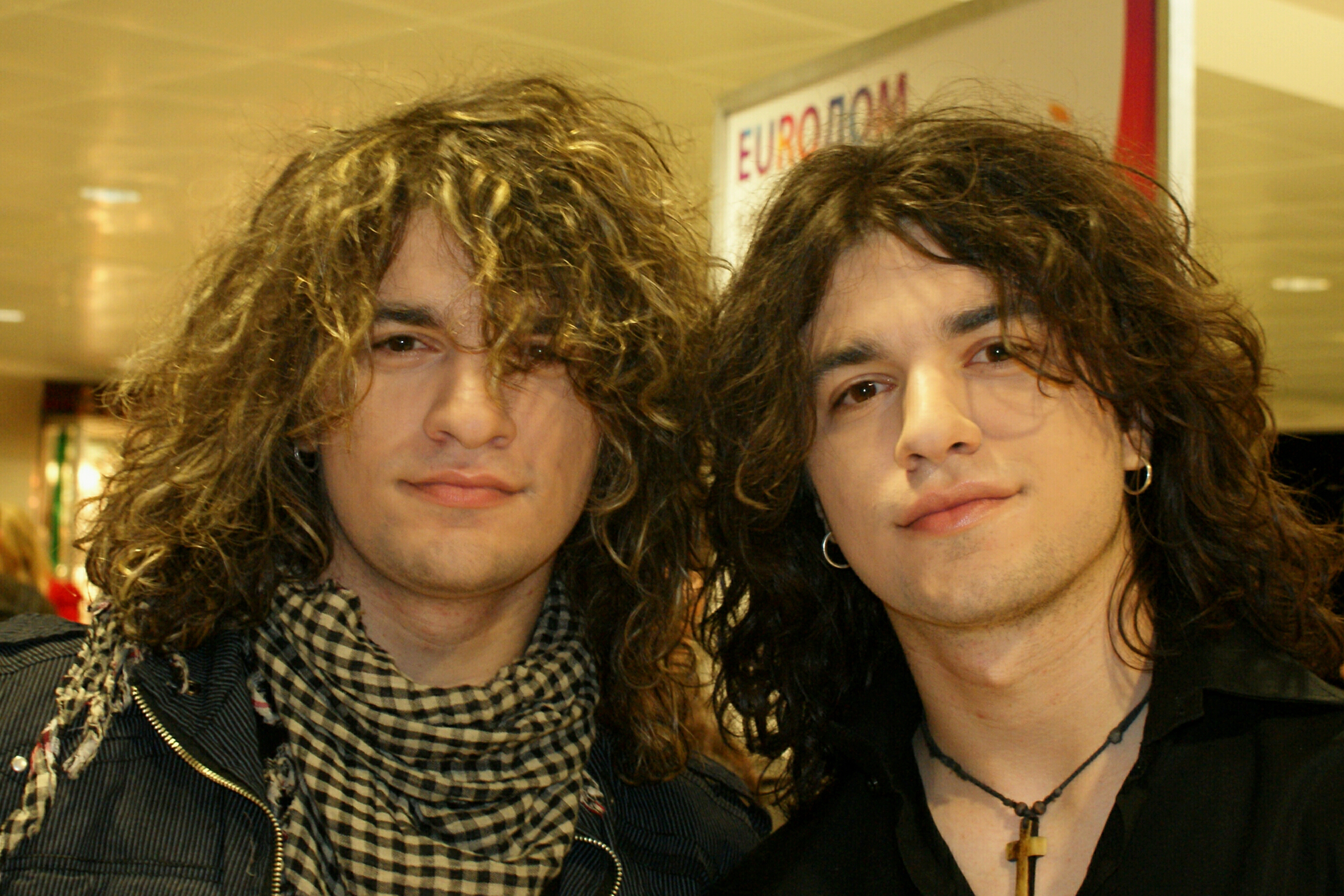
Next Time (2009)

Next Time ist eine nordmazedonische Band. Sie besteht aus den Brüdern Stefan und Martin Filipovski. Stefan ist Frontsänger, Martin Gitarrist.

## Werdegang
Die Band wurde 2008 gegründet, noch im selben Jahr erschien das Debütalbum Next Time.
2009 trat das Duo beim Skopje Fest mit dem Lied Nešto što kje ostane an. Am Ende konnten sie den Wettbewerb in der mazedonischen Hauptstadt knapp für sich entscheiden und sicherten sich auf diese Weise auch die Teilnahme am Eurovision Song Contest 2009 für Mazedonien. In Moskau trat das Lied im ersten Halbfinale an. Trotz einem zehnten Platz (nach Telefonvoting, es galt eine Sonderregel) blieb Next Time der Einzug in das Finale verwehrt.